# 로버트 길핀
로버트 길핀(Robert Gilpin, 1930년 7월 2일 ~ 2018년 6월 20일)은 미국의 정치 학자였다. 그는 아이젠하워 교수직을 역임한 프린스턴 대학교의 우드로 윌슨 공공 및 국제 문제 학교 의 정치 및 국제 문제 교수였다.
길핀은 국제관계론과 국제정치경제학 분야에서 영향력 있는 인물이었다. "부드러운" 현실주의자인 길핀은 국제 경제 문제가 국가 권력을 반영하고 국가의 안보 이익이 국제 경제 협력을 형성한다고 주장했다. 그는 패권안정이론(Hegemonic stability theory)으로 알려지게 된 것, 즉 국제 체제가 패권의 존재 하에서 가장 안정될 가능성이 높다는 개념의 지지자였다.

## 생애
길핀은 1952년 버몬트 대학교에서 학사 학위를, 1954년 코넬 대학교에서 석사 학위를 받았다. 미 해군에서 장교로 3년을 복무한 후 길핀은 박사 학위를 받았다. 버클리 캘리포니아 대학교에서 1960년에 박사 학위를 취득했다. 1962년 프린스턴 교수진에 합류하여 1967년에 종신직을 받았다.
길핀은 1969년 구겐하임 펠로우, 1967년부터 1968년까지 록펠러 펠로우, 1976년부터 1977년까지, 그리고 미국 예술 과학 아카데미 펠로우였다. 그는 외교협회의 회원이었다. 경력 초기에 길핀은 분쟁과 국가 안보, 특히 핵무기 정책에 중점을 두었다. 시간이 지남에 따라 그의 초점은 국제 정치 경제로 옮겨졌다.
길핀은 국제 관계와 국제 정치 경제에 대한 자신의 견해를 " 현실주의적 " 관점에서 설명했다. 그는 자신을 "부드러운" 현실주의자로 규정했다. 그는 자신의 저서 《세계 정치 경제》에서 에드워드 핼릿 카와 한스 모건소와 같은 저명한 "고전적 현실주의자 "의 전통에서 자신을 "국가 중심적 현실주의자"로 간주했다고 설명했다. 그는 Morgenthau, Carr 및 Hedley Bull 을 자신의 사고에 영향을 미친 Susan Strange, Raymond Vernon 및 Richard Cooper도 설명했다.
국제 정치 경제학 분야에서 중요한 인물인 길핀의 장학금은 복잡한 상호 의존 속에서 국제 경제 문제에서 국가 권력의 중요성이 감소하고 있다는 로버트 코헤인(Robert Keohane)과 조지프 나이(Joseph Nye)와 같은 자유주의 제도주의자들의 주장을 반박했다. 길핀은 국가가 여전히 경제 관계의 영역에서 핵심 행위자이며 안보 이익이 경제 문제에서 국가 행동의 핵심 결정 요인으로 남아 있다고 주장했다. 비국가 행위자들은 여전히 근본적으로 국가가 한 일에 의존하고 있었다.
IPE 내에서 길핀은 정치와 경제 간의 관계에 대한 정치 사상 학파를 중상주의, 자유주의, 마르크스주의의 세 가지로 조직하기 위한 영향력 있는 프레임워크를 제안했다.
길핀은 1975년 저서 US Power and Multinational Corporation에서 다국적 기업이 선진 기술을 선두 주에서 부상하는 주로 빠르게 확산하여 더 빠른 권력 전환을 촉진할 수 있다고 경고했다. 길핀은 자신이 가장 만족하는 작품으로 War and Change In World Politics (1981)를 묘사했다.
길핀은 경력의 마지막 몇 년 동안 중동에서 현대 미국 정책에 현실주의적 사고를 적용하는 데 연구 관심을 집중했다. 길핀은 그의 에세이 "전쟁은 이데올로기적 아마추어에게 맡기기에는 너무 중요하다"에서 2003년 이라크 침공을 둘러싼 정치에 대해 공개적으로 비판적이었다.

## 같이 보기
- 패권안정론
- 신현실주의
- 케네스 왈츠